# Nigéria nos Jogos Paralímpicos de Verão de 1992
Nigéria participou dos Jogos Paralímpicos de Verão de 1992, que foram realizados na cidade de Barcelona, na Espanha, entre os dias 3 e 14 de setembro de 1992.
A delegação, com 6 integrantes, conquistara 3 medalhas de ouro nesta edição das Paralimpíadas.